# Hydrure de nickel
L’hydrure de nickel est un alliage de nickel et d'hydrogène dont le contenu en hydrogène est de 0,002 % en poids.
L'hydrogène agit comme un agent durcisseur du nickel en empêchant le glissement des dislocations dans le réseau cristallin. En variant la concentration d'hydrogène et sa forme dans l'hydrure (précipité) on contrôle des propriétés comme la dureté, la ductilité et la résistance à la traction de l'alliage. Un accroissement de la concentration d'hydrogène dans l'hydrure peut le rendre plus dur que le métal lui-même, mais il devient en même temps moins ductile. Cette perte de ductilité est due à l'apparition de fissures qui maintiennent des points durs par la perte d'élasticité introduite par l'hydrogène et à l'apparition de vides résultants de la décomposition de l'hydrure. Cette fragilisation du nickel par l'hydrogène devient un problème lors de son utilisation dans des turbines à haute température.
Dans l'étroite gamme de concentrations en hydrogène où se forme l'hydrure de nickel il ne se forme que quelques structures aux propriétés très différentes. À la température ambiante le nickel est stable dans la structure cubique à faces centrées (cfc) notée alpha-Ni. C'est un métal mou qui ne dissout que de très faibles quantités d'hydrogène, de l’ordre de 0,002 % en poids à 1 455 °C et seulement 0,000 05 % à 25 °C. La solution solide qui maintient la structure cfc du cristal est appelée phase alpha. À 25 °C, il faut une pression de 6kbar d'hydrogène pour qu'il se dissolve dans le β-nickel. Cet hydrogène est relâché si la pression descend en dessous de 3,4 kbar.

## Surface
Les molécules d'hydrogène se dissocient à la surface du nickel et les atomes résultants se lient fortement à cette surface.
La dissociation de l'hydrogène est contrôlée par une barrière d'énergie. À la surface de Ni(111) la hauteur de barrière est de 46 kJ/mol, tandis qu'elle vaut 52 kJ/mol sur Ni(100). La surface (110) du nickel a la plus faible énergie d'activation, 36 kJ/mol, pour la dissociation du dihydrogène. La couche d'hydrogène adsorbée en surface est relâchée par chauffage. Ni(111) perd son hydrogène pour des températures comprises entre 20 et 360 K et Ni(110) pour des températures entre 230 et 430 K.
Pour se dissoudre dans le nickel, les atomes d'hydrogène adsorbés doivent traverser la surface du cristal. Ce sont les molécules ambiantes qui par impact les font traverser la surface. L'énergie d'activation de dissolution est de 100 kJ/mol.

## Phases haute pression
Pour une pression d'hydrogène de 600 MPa il se forme une phase distincte d'hydrure de nickel qui peut aussi être produite par un procédé électrolytique. Le cristal résultant le β-hydrure est de structure cubique à faces centrées (cfc). Le rapport des nombres d'atomes d'hydrogène et de nickel atteint un, avec l'hydrogène distribué sur des sites octahèdraux. La densité du  β-hydrure est de 7,74 g/cm3, sa couleur est grise. La constante de réseau de l'hydrure de nickel est de 0,3731 nm, soit 5,7 % plus importante que celle du nickel.
De l'hydrure de nickel se forme en surface d'un cristal du métal soumis à un courant de 1 A/dm2 dans une solution d'acide sulfurique et de thiourée. Cette surface est remplie de craquelures, ayant jusqu'à un millimètre de long, disposée dans le plan {001} du cristal de départ.
Le quasi-stœchiométrique NiH est instable et libère de l'hydrogène à des pressions inférieures à 340 MPa.